# 2569 Madeline
2569 Madeline è un asteroide della fascia principale del diametro medio di circa 28,09 km. Scoperto nel 1980, presenta un'orbita caratterizzata da un semiasse maggiore pari a 2,6264744 UA e da un'eccentricità di 0,1628471, inclinata di 11,47745° rispetto all'eclittica.